# Warnow (Güstrow)
Warnow es un municipio situado en el distrito de Rostock, en el estado federado de Mecklemburgo-Pomerania Occidental (Alemania), a una altitud de 30 metros. Su población a finales de 2016 era de 900 habs. y su densidad poblacional, 22 hab/km².
Se encuentra junto a la ciudad de Güstrow, la capital del distrito.